# Epigeneiinae
Epigeneiinae es una subtribu de la subfamilia Epidendroideae perteneciente a la familia de las orquídeas.
El nombre se deriva del género Epigeneium.
La subtribu Epigeneiinae fue nombrada por Clements en el año 2003 como un nuevo grupo monofilético dentro de la tribu Dendrobieae. Aún no está claro, si esta subtribu de Epigeneium aún perdurará en la próxima generación.

## Géneros
- Epigeneium